# Lijst van personen uit Andorra la Vella
Deze lijst van personen uit Andorra la Vella biedt een chronologisch overzicht van bekende personen die in de Andorrese hoofdstad Andorra la Vella zijn geboren of er hebben gewoond.

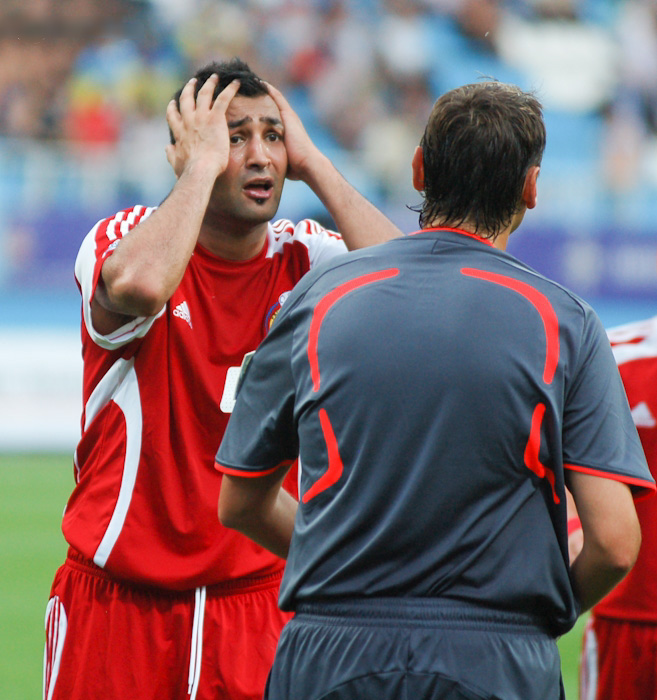
Voetballer Óscar Sonejee (1976)

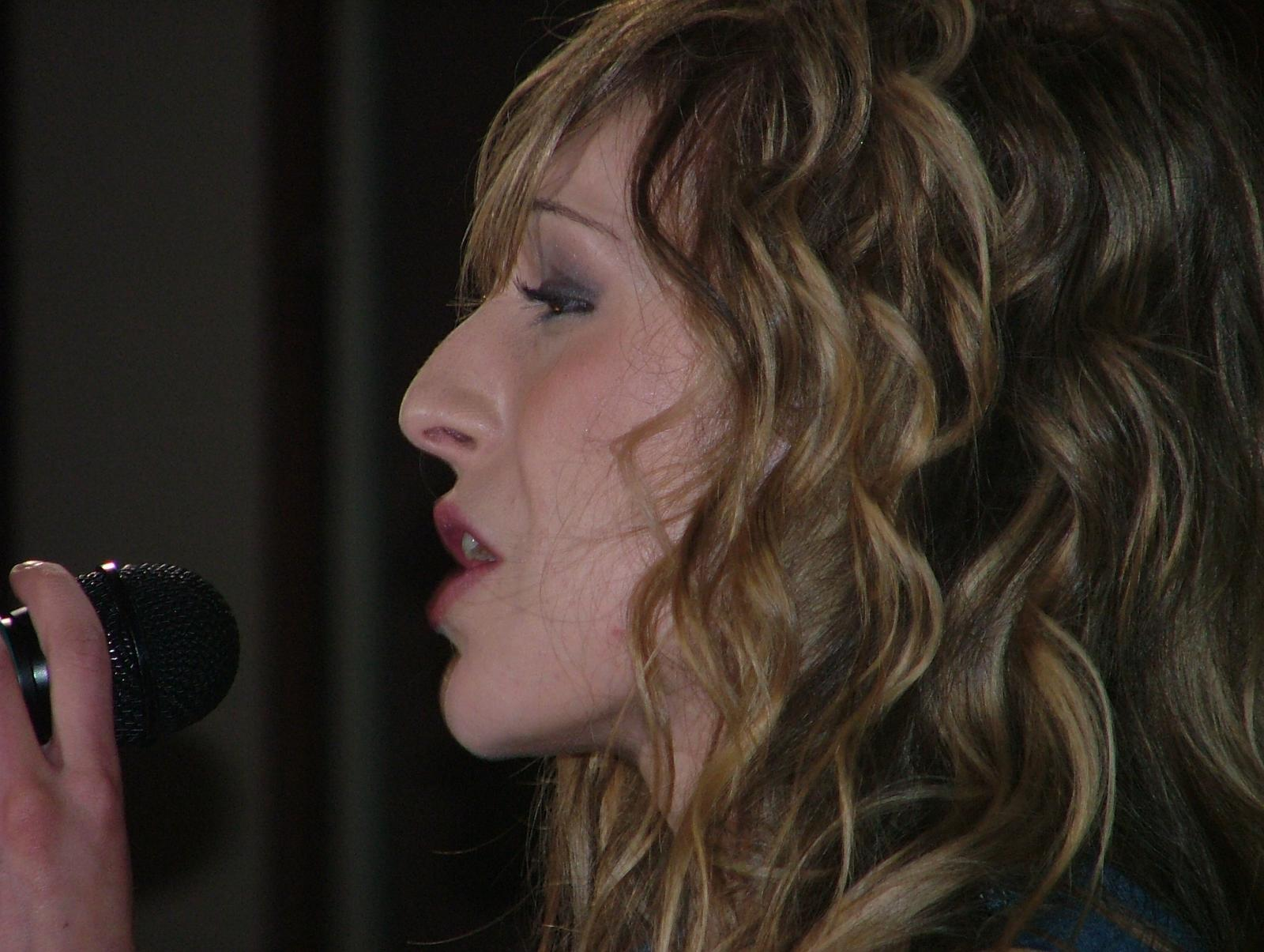
Actrice en zangeres Marta Roure (1981)

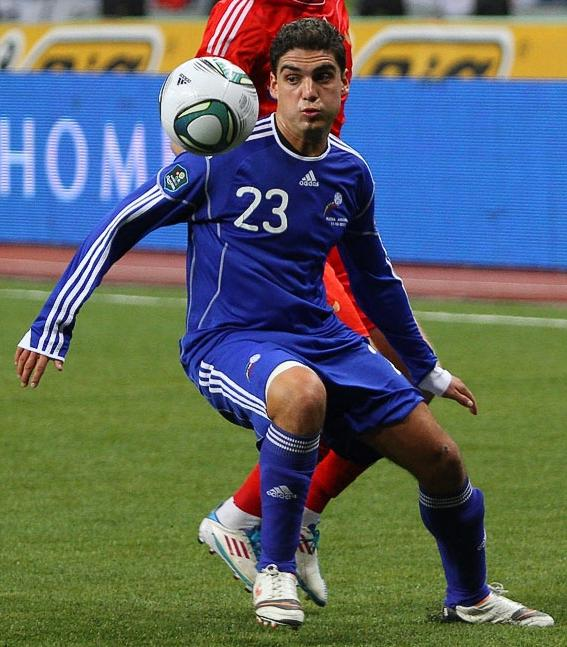
Voetballer Alexandre Martínez (1987)

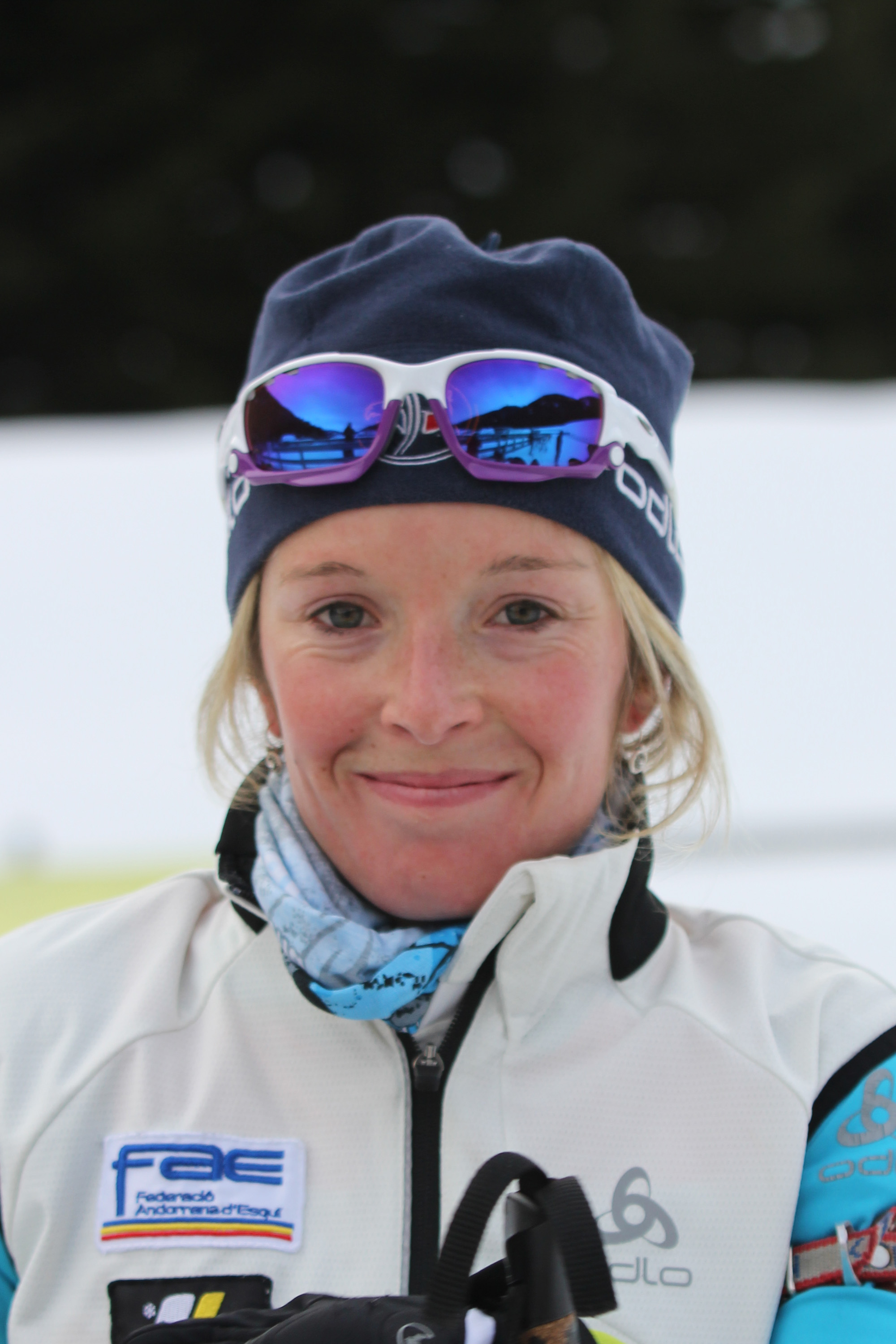
Biatlete Laure Soulié (1987)

## Geboren in Andorra la Vella
- Marc Forné Molné (1946), premier (1994-2005) en partijvoorzitter PLA
- Gerard Claret (1951), violist
- Lluís Claret (1951), cellist
- Albert Salvadó (1951), schrijver
- Joan Tomàs (1951), schutter
- Jaume Bartumeu (1954), premier (2009-2011)
- Juli Minoves (1969), politicus, diplomaat en schrijver
- Marc Cartes i Ivern (1970), acteur
- Pere López Agràs (1971), waarnemend premier (2011) en minister van Economie en Financiën
- Sophie Dusautoir Bertrand (1972), toerskiër
- Óscar Sonejee (1976), voetballer
- Marc Bernaus (1977), voetballer
- Joan Vilana Díaz (1977), toerskiër
- Santiago Deu (1980), zwemmer
- Jordi Escura (1980), voetballer
- Meritxell Sabate (1980), zwemster
- Marta Roure (1981), actrice en zangeres
- Alain Montwani (1984), voetballer en voetbaltrainer
- Carolina Cerqueda (1985), zwemster
- Iván Lorenzo (1986), voetballer
- Alexandre Martínez (1987), voetballer
- Laure Soulié (1987), Andorrees-Frans biatlete
- Marc García (1988), voetballer
- Mireia Gutiérrez (1988), alpineskiester
- Lluis Marin Tarroch (1988), snowboarder
- Antoine Chiaramonti (1991), voetbalscheidsrechter

## In Andorra la Vella woonachtig geweest
- Rossend Marsol Clua (1922-2006), journalist en schrijver
- Ildefons Lima (1979), voetballer
- Javier Sánchez (1968), Spaans tennisser